# 144 (numero)
Centoquarantaquattro (144) è il numero naturale dopo il 143 e prima del 145.

## Proprietà matematiche
- È un numero pari.
- È un numero composto dai seguenti quindici divisori: 1, 2, 3, 4, 6, 8, 9, 12, 16, 18, 24, 36, 48, 72, 144. Poiché la somma dei divisori (escluso il numero stesso) è 259 > 144, è un numero abbondante.
- È un numero semiperfetto in quanto pari alla somma di alcuni (o tutti) i suoi divisori.
- È il quadrato perfetto di 12.
- È il dodicesimo numero della sequenza di Fibonacci, dopo l'89 e prima del 233.
- È il più piccolo numero la cui quinta potenza sia una somma di meno di cinque più piccole quinte potenze, {\displaystyle 144^{5}=27^{5}+84^{5}+110^{5}+133^{5}}
- È un numero n con più soluzioni all'equazione φ(x) = n rispetto a qualsiasi numero più basso. Ciò lo rende un numero altamente totiente.
- È un numero di Harshad nel sistema numerico decimale.
- È un numero potente.
- In base 10, è divisibile per il prodotto delle sue cifre.
- È un numero 45-gonale.
- È parte delle terne pitagoriche (17, 144, 145), (42, 144, 150), (60, 144, 156), (108, 144, 180), (130, 144, 194), (144, 165, 219), (144, 192, 240), (144, 270, 306), (144, 308, 340), (144, 420, 444), (144, 567, 585), (144, 640, 656), (144, 858, 870), (144, 1292, 1300), (144, 1725, 1731), (144, 2590, 2594), (144, 5183, 5185).
- È un numero palindromo nel sistema di numerazione posizionale a base 11 (121).
- È un numero pratico.

## Astronomia
- 144P/Kushida è una cometa periodica del sistema solare.
- 144 Vibilia è un asteroide della fascia principale del sistema solare.
- NGC 144 è una galassia spirale della costellazione della Balena.

## Astronautica
- Cosmos 144 è un satellite artificiale russo.

## Simbologia

### Religione
- È molto significativo nella Sacra Bibbia, perché è il numero delle tribù d'Israele al quadrato. È la misura, in braccia, delle mura della nuova Gerusalemme indicata dal settimo angelo (Apocalisse di Giovanni 21:17[1]).

## Convenzioni

### Linguaggio
- In italiano equivale a una grossa, un'unità di misura commerciale che indica una dozzina di dozzine.
- Nel Linguaggio CB significa essere nel letto.